# Fontainea
Die Gattung Fontainea ist eine Pflanzengattung innerhalb der Familie der Wolfsmilchgewächse (Euphorbiaceae). Die etwa neun Arten sind in Australasien verbreitet.

## Beschreibung

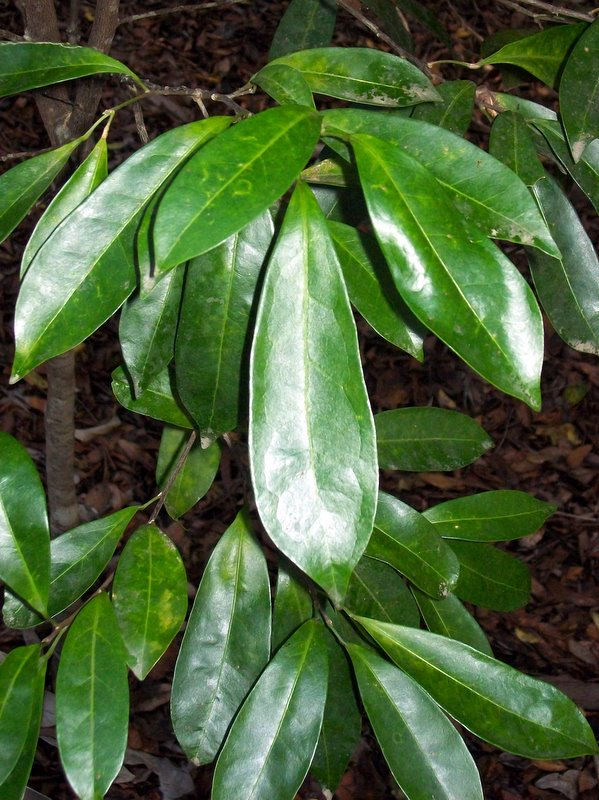
Laubblätter von Fontainea australis

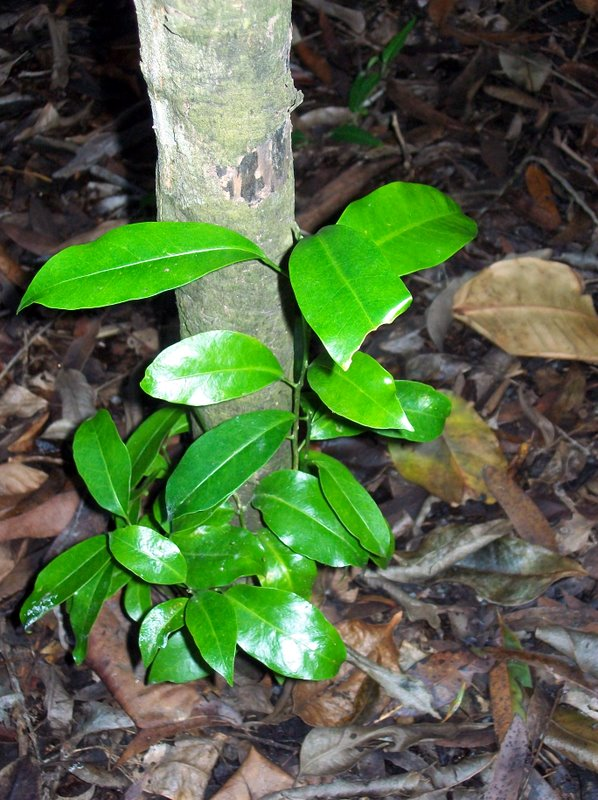
Jungpflanze von Fontainea oraria

Fontainea-Arten wachsen als Sträucher oder kleine Bäume. Die Pflanze enthält einen farblosen Milchsaft. Die Pflanzenteile sind meist kahl. Die Knospen sind fein behaart. Die wechselständigen, gestielten Laubblätter sind in Blattstiel und Blattspreite gegliedert. Der Blattstiel ist am oberen Ende meist deutlich verdickt. Die Blattspreite einfach oder einteilig gefiedert. Am unteren Ende der Blattunterseite befinden sich zwei, mit der Lupe erkennbare, durchscheinende Drüsen. Die Nebenblätter sind nur winzig oder fehlen.
Fontainea-Arten sind meist zweihäusig getrenntgeschlechtig (diözisch). Sie bilden end- oder seitenständige, traubige, kurze Blütenstände. Die bei einem Durchmesser von weniger als 8 Millimetern relativ kleinen, immer eingeschlechtigen Blüten sind vier- bis sechszählig mit doppelter Blütenhülle. Die vier bis sechs behaarten Kelchblätter sind becherförmig verwachsen und die vier bis sechs Kelchzähne sind nur kurz. Die vier bis sechs freien Kronblätter sind auf beiden Seiten behaart. Der ringförmige Diskus ist fleischig. Männliche Blüten enthalten meist 18 bis 24 Staubblätter, deren nach oben gekrümmten Staubfäden an ihrer Basis verwachsen sind. In den weiblichen Blüten sind drei Fruchtblätter zu einem dreikammerigen, meist behaarten Fruchtknoten verwachsen, mit nur einer Samenanlage pro Fruchtknotenkammer. Die drei Griffeläste sind an ihrer Basis verwachsen und enden in tief zweilappigen Narben.
Die Steinfrucht ist mehr oder weniger fleischig. Das Endokarp ist hart und besitzt zwei oder drei, selten mehr Längsleisten. Die Frucht ist einfächerig und einsamig; die zwei anderen Samenanlagen werden während der Fruchtentwicklung an der Innenwand des Endokarps zerdrückt.

## Systematik und Verbreitung
Die Gattung Fontainea wurde 1870 durch Éouard Marie Heckel in Etude au point de vue botanique et thérapeutique sur le Fontainea pancheri (nobis), S. 9 aufgestellt. Typusart ist Fontainea pancheri (Baill.) Heckel. Der Gattungsname ehrt den französischen Apotheker und Professor der Chemie Constant Aristide Fontaine (1818–1900).
Die Gattung Fontainea gehört zur Tribus Codiaeeae in der Unterfamilie Crotonoideae innerhalb der Familie Euphorbiaceae.
In den australischen Bundesstaaten Queensland und New South Wales gibt es sechs Arten, in Neukaledonien und Vanuatu kommt eine Art vor und in Papua-Neuguinea gibt es zwei Arten.
In der Gattung Fontainea gibt es etwa neun Arten:
- Fontainea australis Jessup & Guymer: Dieser seltene Endemit gedeiht im subtropischen Regenwald nur nordwestlich von Tyalgum in New South Wales und kommt vielleicht auch in Queensland vor[6]. Sie wird als „vulnerable“ = „gefährdet“ eingestuft.[1]
- Fontainea borealis P.I.Forst.: Sie kommt in Papua-Neuguinea vor.[5]
- Fontainea fugax P.I.Forst.: Sie kommt nur im Burnett Distrikt in Queensland vor.[6][5]
- Fontainea oraria Jessup & Guymer: Dieser seltene Endemit gedeiht im niedriggelegenen Küstenregenwald nahe Lennox Head in New South Wales. Sie wird als „Critically Endangered“ = vom „Aussterben bedroht“ bewertet.[1] In der Wildnis gibt es nur noch 55 Exemplare, nur 10 davon sind im blühfähigen Alter.[7]
- Fontainea pancheri (Baill.) Heckel: Sie kommt in Neukaledonien inklusive der Loyalitätsinseln vor.[5]
- Fontainea picrosperma C.T.White: Sie kommt nur auf dem Atherton Tafelland im nordöstlichen Queensland vor.[6]
- Fontainea rostrata Jessup & Guymer: Sie kommt nur im südöstlichen Queensland vor.[6][5]
- Fontainea subpapuana P.I.Forst.: Sie kommt in Papua-Neuguinea vor.[5]
- Fontainea venosa Jessup & Guymer: Sie kommt nur südwestlich von Beenleigh in Queensland vor.[6][5]

## Nutzung
Die bioaktiven Inhaltsstoffe von Fontainea-Arten wurden isoliert und deren medizinischen Wirkungen wurden untersucht. Der Inhaltsstoff EBC-46 (enthalten in Fontainea-Arten und Hylandia dockrillii) zeigte in Laborversuchen eine Wirkung auf Krebszellen.